# Zoran Planinić

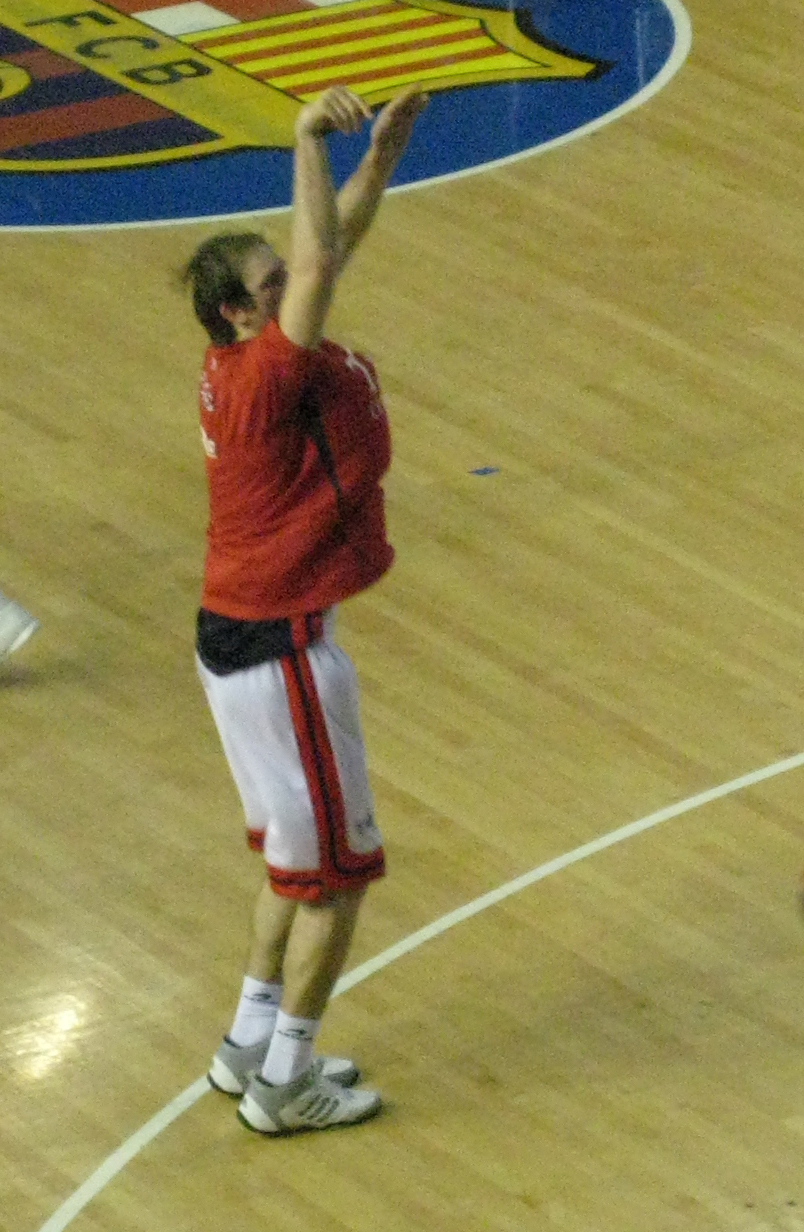
Zoran Planinić w trakcie rozgrzewki przed drugim meczem finałów ACB w 2008 roku.

Zoran Planinič (ur. 12 września 1982 w Mostarze) – chorwacki koszykarz, grający na pozycji rzucającego obrońcy.
Wychowanek Brotnjo Citluk (bośniacka liga). Później gracz młodzieżowych zespołów Cibony Zagrzeb.

## Osiągnięcia
Na podstawie, o ile nie zaznaczono inaczej.
Drużynowe
- Mistrz:
  - Eurocup (2012)
  - VTB (2010, 2011)
  - Chorwacji (2001, 2002)
  - Hiszpanii (2008)
  - Rosji (2009, 2010)
- Wicemistrz:
  - Euroligi (2009)
  - Chorwacji (2003)
  - Rosji (2011, 2012)
- Brąz:
  - Euroligi (2010)
- Zdobywca:
  - Pucharu Chorwacji (2001, 2002)
  - Pucharu Rosji (2010)
  - Superpucharu Hiszpanii (2006/07, 2007/08)
- Finalista Pucharu :
  - Chorwacji (2003)
  - Hiszpanii (2008)
  - Turcji (2014)
- 3. miejsce w Pucharze Króla Hiszpanii (2007)
- 4. miejsce w:
  - Eurolidze (2007, 2008)
  - VTB (2013)
- Zwycięzca turnieju otwierającego Euroligi (2001)
- Uczestnik rozgrywek TOP 16 Euroligi (2001, 2003, 2013, 2014)

Indywidualne
- MVP:
  - ligi chorwackiej (2001)
  - finałów Eurocup (2012)
  - turnieju otwierającego Euroligi (2001)
- Zaliczony do:
  - I składu:
    - rosyjskiej ligi PBL (2012)
    - Eurocup (2012)
- Lider:
  - Euroligi w asystach (2013)
  - całego sezonu VTB w przechwytach (2010)
- Uczestnik meczu gwiazd ligi chorwackiej (2000)

Reprezentacja
Seniorów
- Uczestnik:
  - mistrzostw Europy (2003 – 9. miejsce, 2005 – 7. miejsce, 2007 – 6. miejsce, 2009 – 6. miejsce)
  - igrzysk olimpijskich (2008 – 6. miejsce)
  - mistrzostw świata (2010 – 14. miejsce)
- Lider igrzysk olimpijskich w skuteczności rzutów za 3 punkty (2008 – 66,7%)[3]

Młodzieżowe
- Wicemistrz:
  - świata U–21 (2001)
  - Europy U–18 (2000)
- Brązowy medalista mistrzostw świata U–19 (1999)
- Lider strzelców mistrzostw Europy U–18 (2000)